# Iórtom
Iórtom (en rus: Ёртом) és un poble de la República de Komi, a Rússia, segons el cens del 2010 tenia 244 habitants.